# Provinciale weg 841

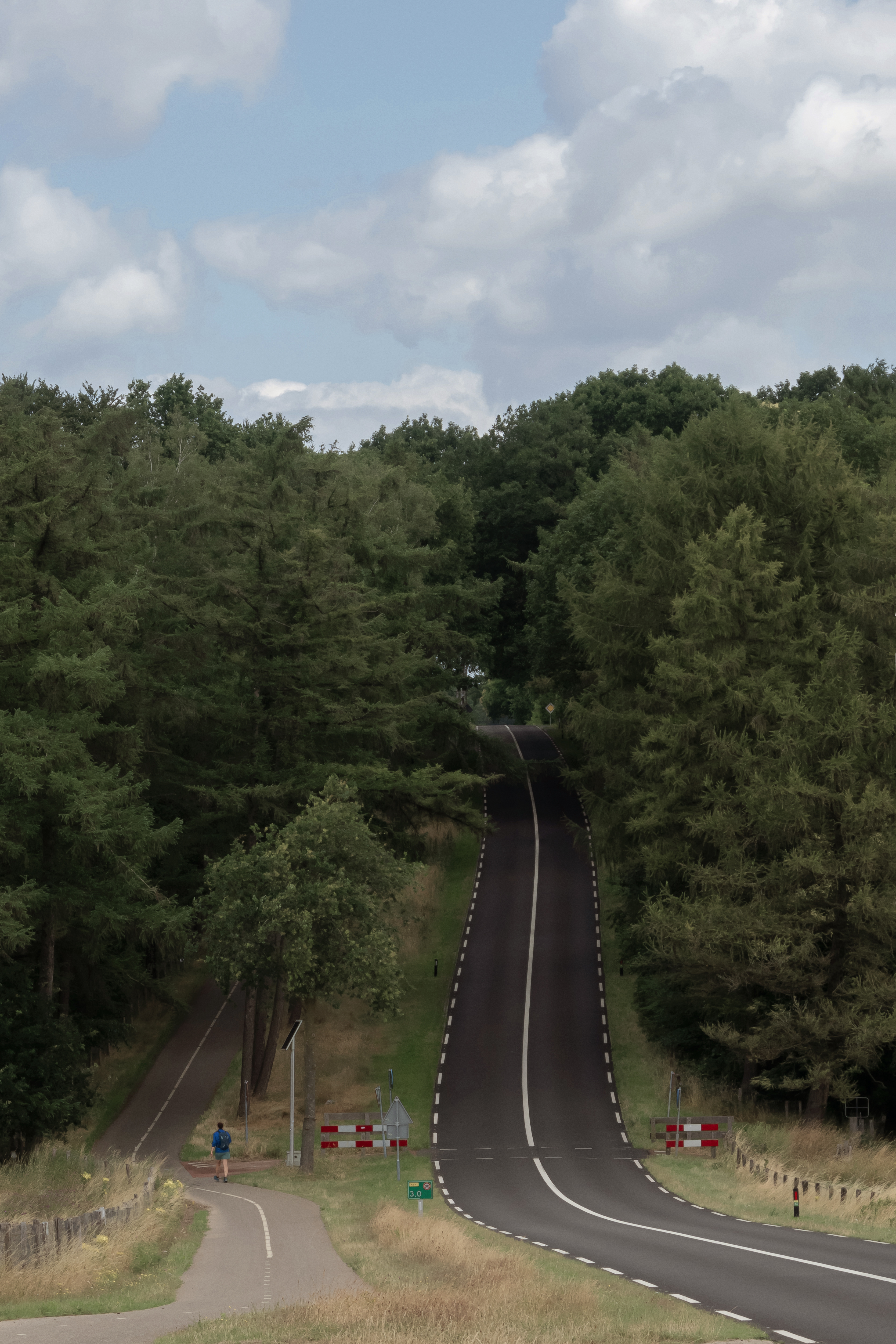
tussen Groesbeek en Berg en Dal, de Zevenheuvelenweg

De provinciale weg 841 (N841) is een provinciale weg in de provincie Gelderland. De weg loopt van Beek via Berg en Dal naar Groesbeek.
Tussen de N842 in Groesbeek en Berg en Dal staat de weg bekend als Zevenheuvelenweg. De weg is uitgevoerd als tweestrooks-gebiedsontsluitingsweg. Anders dan de naam doet vermoeden loopt deze weg niet over zeven heuvels maar slechts over vier. De Zevenheuvelenloop heeft zijn naam aan deze weg te danken. Ook maakt de weg deel uit van de route van de Nijmeegse Vierdaagse. Voor Berg en Dal komt de weg langs het Groesbeek Canadian War Cemetery en de buurtschap Valkenlaagte.
In Berg en Dal loopt de route kort over de Oude Kleefsebaan richting Nijmegen en slaat direct af en gaat via de Nieuwe Holleweg en Van Randwijckweg naar de Rijksstraatweg. Deze wordt kort richting Ubbergen gevolgd en de route slaat direct af en gaat via de Waterweg en Verbindingsweg naar de Nieuwe Rijksweg (N325) naar Nijmegen en de Duitse grens. Rechtdoor loopt de N840 de Ooijpolder in.

## Trivia
- Evenementen die gebruikmaken van de Zevenheuvelenweg, zoals de Nijmeegse Vierdaagse en de Zevenheuvelenloop, maken gebruik van een gedeelte van de weg.[1][2]  De Zevenheuvelenweg zelf, beginnende in Berg en Dal, telt 6 heuvels.[3] De laatste heuvel zou zich in het dorp Groesbeek bevinden op de plek waar de Houtlaan ligt.[4] Een andere locatie voor een 7e heuvel is de Galgenhei net buiten dat dorp, gepasseerd bij de aanleg van de huidige weg in 1953.[5] Deze hoogte is in lijn met de oostwaartse verschuiving, te vervangen door de Molenberg.[6]

## Afbeeldingen

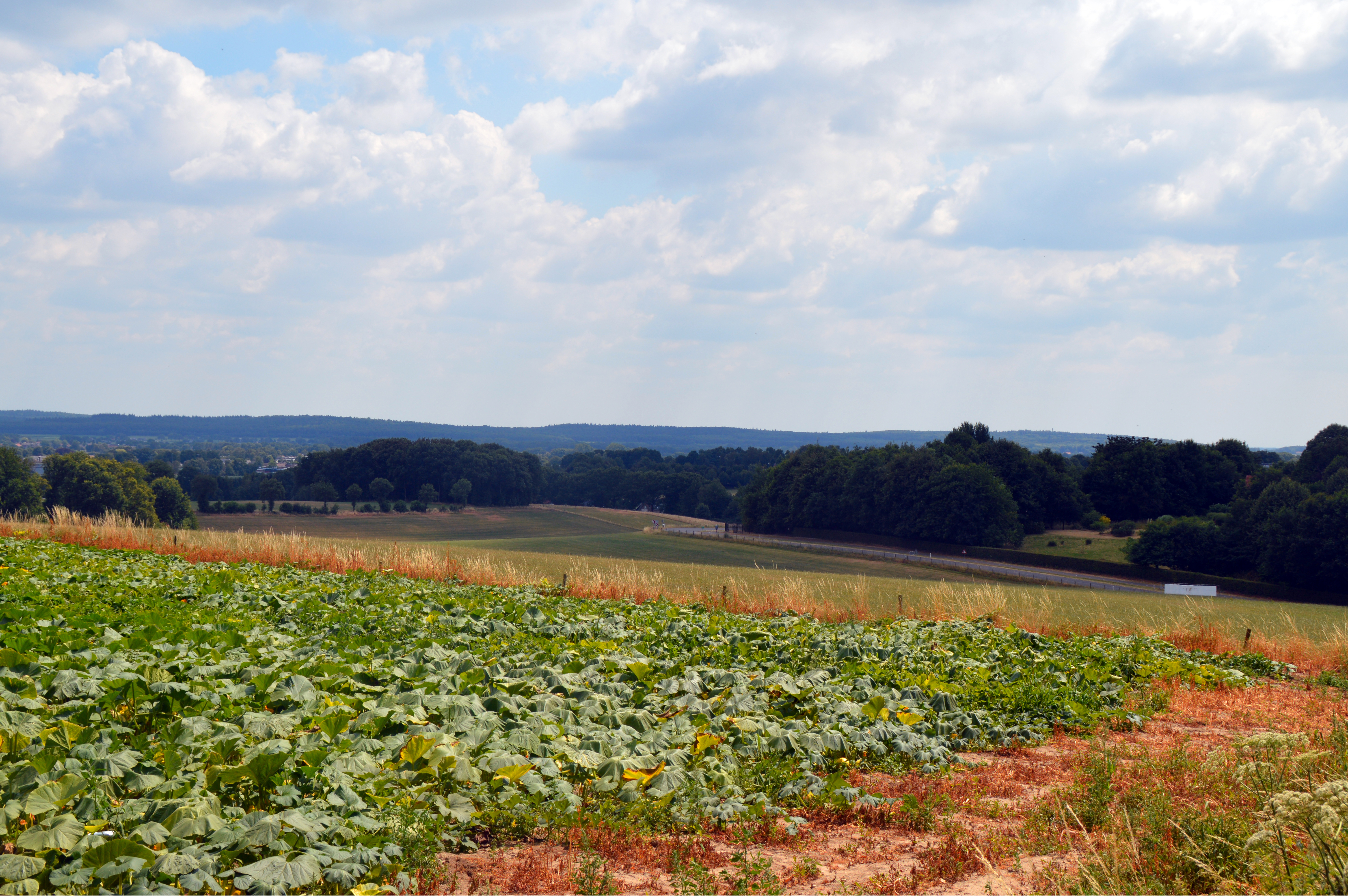
Groesbeek Provinciale weg 841
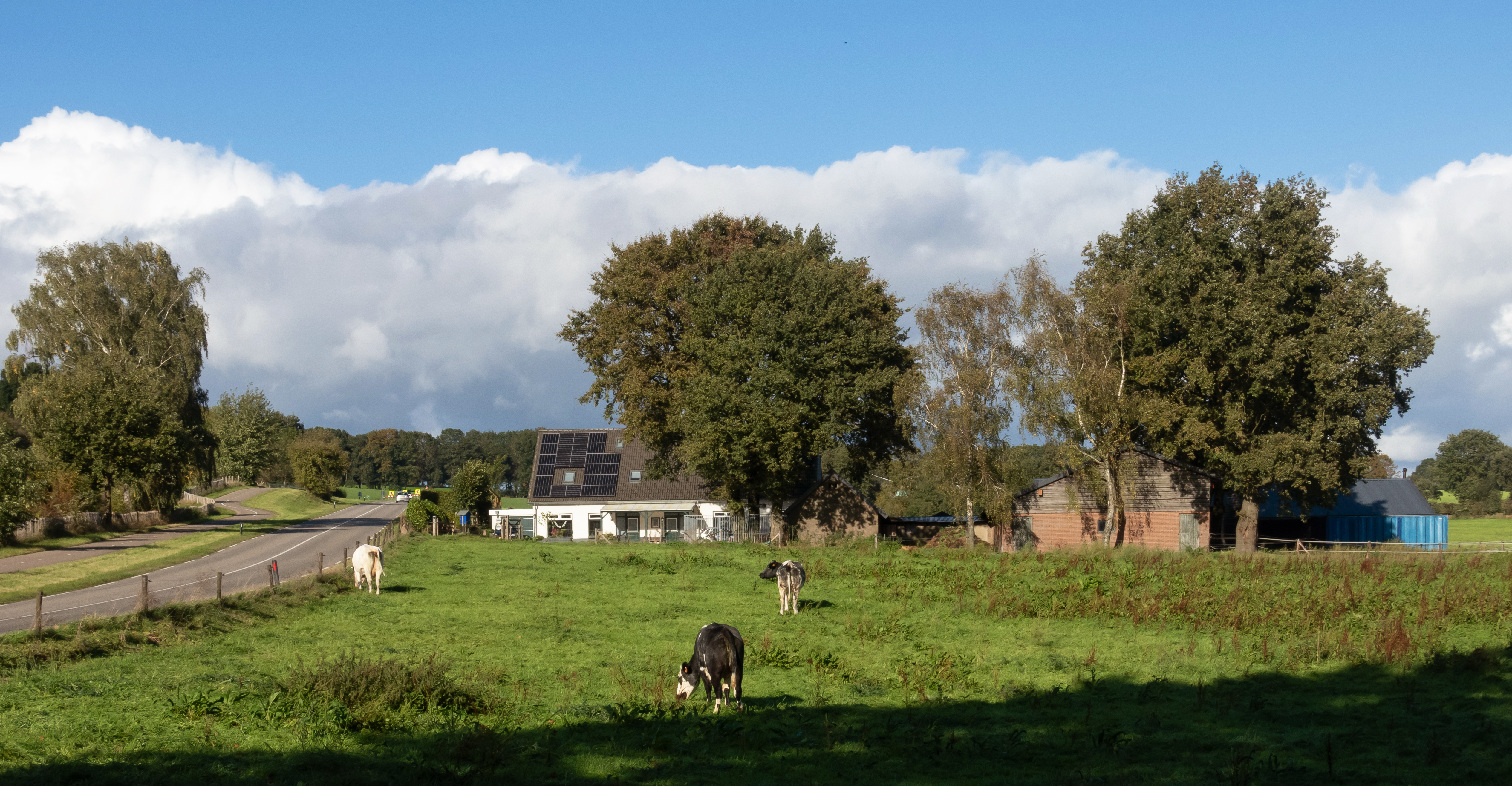
Boerderij aan de Zevenheuvelweg (bij Kamp)

N23 · N34 · N224 · N225 · N229 · N233 · N271 · N301 · N302 · N303 · N304 · N305 · N306 · N307 · N308 · N309 · N310 · N311 · N312 · N313 · N314 · N315 · N316 · N317 · N318 · N319 · N320 · N322 · N323 · N324 · N325/A325 · N326/A326 · N327 · N329 · N330 · N331 · N332 · N333 · N334 · N335 · N336 · N337 · N338 · N339 · N340 · N341 · N342 · N343 · N344 · N345 · N346 · N347 · N348/A348 · N349 · N350 · N351 · N352 · N375 · N377

N418 · N701 · N702 · N703 · N704 · N705 · N706 · N707 · N708 · N709 · N710 · N711 · N712 · N713 · N714 · N715 · N716 · N717 · N718 · N719 · N720 · N727 · N731 · N732 · N733 · N734 · N735 · N736 · N737 · N738 · N739 · N740 · N741 · N742 · N743 · N744 · N745 · N746 · N747 · N748 · N749 · N750 · N751 · N752 · N753 · N754 · N755 · N756 · N757 · N758 · N759 · N760 · N761 · N762 · N763 · N764 · N765 · N766 · N768 · N781 · N782 · N783 · N784 · N785 · N786 · N787 · N788 · N789 · N790 · N791 · N792 · N793 · N794 · N795 · N796 · N797 · N798 · N800 · N801 · N802 · N803 · N804 · N805 · N806 · N810 · N811 · N812 · N813 · N814 · N815 · N816 · N817 · N818 · N819 · N820 · N821 · N822 · N823 · N824 · N825 · N826 · N827 · N830 · N831 · N832 · N833 · N834 · N835 · N836 · N837 · N838 · N839 · N840 · N841 · N842 · N843 · N844 · N845 · N846 · N847 · N848 · N852 · N855

Cursief vermelde wegen zijn voormalige provinciale wegen.